# شایع النفیسه
شایع النفیسه (انگلیسی: Shaye Al-Nafisah؛ زادهٔ ۲۰ مارس ۱۹۶۲) یک ورزشکار اهل عربستان سعودی است.
از باشگاه‌هایی که در آن بازی کرده‌است می‌توان به تیم ملی فوتبال عربستان سعودی اشاره کرد.
وی همچنین در تیم ملی فوتبال عربستان سعودی بازی کرده است.